# Cantonul Giromagny
Cantonul Giromagny este un canton din arondismentul Belfort, departamentul Territoire de Belfort (90), regiunea Franche-Comté, Franța.

## Comune
- Auxelles-Bas
- Auxelles-Haut
- Chaux
- Évette-Salbert
- Giromagny (reședință)
- Grosmagny
- Lachapelle-sous-Chaux
- Lepuix
- Petitmagny
- Riervescemont
- Rougegoutte
- Sermamagny
- Vescemont